# Фордерталь
Фордерталь (нем. Vorderthal) — коммуна в Швейцарии, в кантоне Швиц. 
Входит в состав округа Марх. Население составляет 1001 человек (на 31 декабря 2007 года). Официальный код  —  1348.

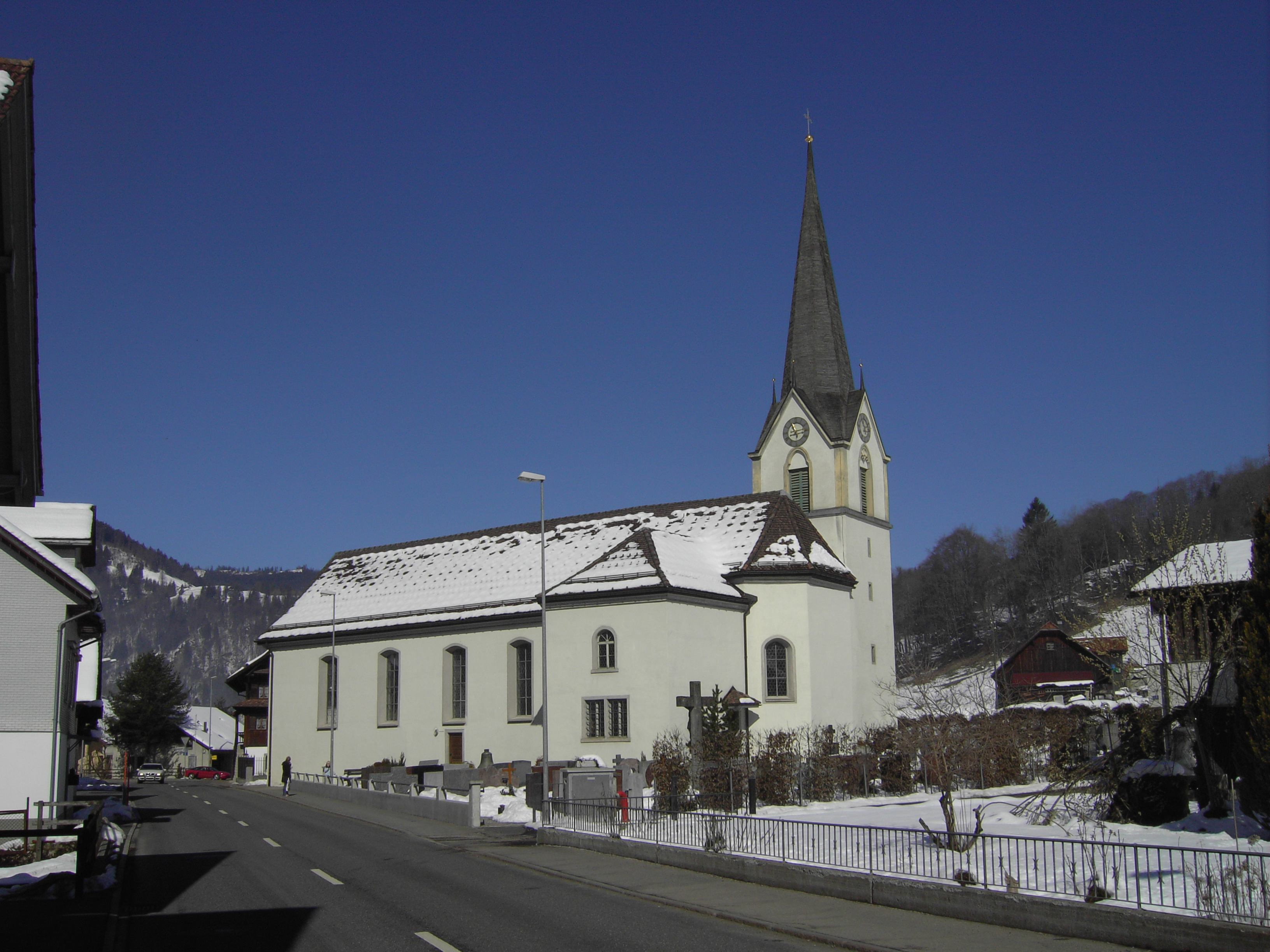
Церковь Фордерталь